# П'ятихатський ґебіт
П'ятиха́тський ґебі́т, окру́га П'ятиха́тки (нім. Kreisgebiet Pjatichatka) — адміністративно-територіальна одиниця генеральної округи Дніпропетровськ Райхскомісаріату Україна протягом німецької окупації Української РСР під час Німецько-радянської війни. Адміністративним центром ґебіту було місто П’ятихатки.

## Історія
Ґебіт утворено о 12 годині дня 15 листопада 1941 року на території теперішньої Дніпропетровської області. Станом на 1 вересня 1943 року він поділявся на 3 райони: район Фрізендорф (колишній Сталіндорф; нім. Rayon Friesendorf), район П’ятихатки (нім. Rayon Pjatichatka) і район Софіївка (нім. Rayon Sofijewka), збігаючись межами з трьома відповідними радянськими районами довоєнної Дніпропетровської області: Сталіндорфським, П'ятихатським і Софіївським. Вищі керівні посади в ґебіті займали німці, здебільшого ті, які не підлягали мобілізації до вермахту. Лише старостами районних і сільських управ призначалися лояльні до окупаційної влади фольксдойчі або інші місцеві жителі. 
Друкованим органом нацистської влади округи була «П'ятихатська газета».
Ґебіт фактично існував до зайняття його адміністративного центру радянськими військами 19 жовтня 1943 року, формально – до 1944 року.